# Nuevo Paraíso, La Concordia
Nuevo Paraíso är en ort i Mexiko.   Den ligger i kommunen La Concordia och delstaten Chiapas, i den sydöstra delen av landet, 800 km sydost om huvudstaden Mexico City. Nuevo Paraíso ligger 687 meter över havet och antalet invånare är 460.
Terrängen runt Nuevo Paraíso är huvudsakligen kuperad, men åt sydost är den bergig. Nuevo Paraíso ligger nere i en dal. Runt Nuevo Paraíso är det glesbefolkat, med 19 invånare per kvadratkilometer. Närmaste större samhälle är El Ramal, 0,37 km sydost om Nuevo Paraíso. I omgivningarna runt Nuevo Paraíso växer i huvudsak städsegrön lövskog.